# Muñoz
För andra betydelser, se Muñoz (olika betydelser).

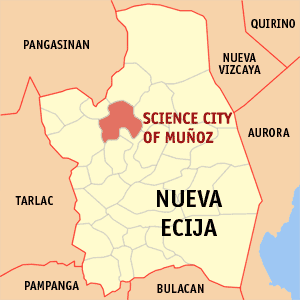
Muñoz läge i provinsen Nueva Ecija.

Muñoz (officiellt Science City of Muñoz) är en stad i Filippinerna som är belägen i provinsen Nueva Ecija i regionen Centrala Luzon. Den har 65 586 invånare (folkräkning 1 maj 2000).
Staden är indelad i 37 smådistrikt, barangayer, varav 33 är klassificerade som landsbygdsdistrikt och endast 4 som tätortsdistrikt.